# Ново-Курський
Ново-Курський (рос. Ново-Курский) — хутір у Майському районі Кабардино-Балкарії Російської Федерації.
Орган місцевого самоврядування — сільське поселення Ново-Івановське. Населення становить 313 осіб.

## Історія
Згідно із законом від 27 лютого 2005 року органом місцевого самоврядування є сільське поселення Ново-Івановське.

## Населення
| 1926 | 1970 | 1989 | 2002 | 2010 |
| ---- | ---- | ---- | ---- | ---- |
| 242  | ↗314 | ↘304 | ↗372 | ↘313 |